# Isus na križu
Isus na križu je dio Isusove muke opisane u Novom zavjetu.
Isus je bio osuđen na smrt, izbičevan, okrunjen trnovom krunom, prošao je križni put do brda Golgote, gdje su ga razapeli na križ.

## Ruganje
Na križu, trpio je tjelesne i duševne boli. Rugali su mu se i vrijeđali ga vojnici, židovski vjerski vođe, narod i razbojnici koji su također bili razapeti. Glavari svećenički govorili su: "Druge je spasio, neka spasi sam sebe ako je on Krist Božji, Izabranik! (Lk 23, 35)". Vojnici su govorili: "Ako si kralj židovski, spasi sam sebe! (Lk 23, 37)". 

## Dva razbojnika
Kraj Isusa bila su obješena dva razbojnika, jedan s lijeva, drugi s desna, a Isus u sredini. Židovi su nadzirali razapinjanje pa su tako odredili. Stavili su Isusa među razbojnike, da ga pokažu kao zločinca. Jedan od te dvojice razbojnika rekao je Isusu: "Nisi li ti Krist? Spasi sebe i nas!". Drugi razbojnik (sv. Dizma) branio je Isusa i prekoravao prvog razbojnika: "Zar se ne bojiš Boga ni ti koji si pod istom osudom (Lk 23, 40)". Taj razbojnik odvažno je branio Isusa, predbacivao je Židovima, što su kaznili nevinog Isusa. Razbojnik nije otprije poznavao Isusa, ali je bio na Isusovom križnom putu i vidio ga kako strpljivo nosi križ, tješi jeruzalemske žene i kako šuti na uvrede, dok visi na križu i još moli. Dobri razbojnik zamolio je: "Isuse, sjeti me se kada dođeš u kraljevstvo svoje (Lk 23,42)". Time je pokazao vjeru da je Isus Bog. Isus mu je odgovorio: "Zaista ti kažem: danas ćeš biti sa mnom u raju! (Lk 23,43)". To je jedna od najljepših rečenica koje je Isus rekao nekome čovjeku. Riječ "zaista" u službi je prisege. Dobri razbojnik jedini je čovjek, koga je Isus proglasio za sveca, a ne Crkva. Posljednji je čovjek kojega je Isus obratio prije smrti. Dobri razbojnik slavi se u crkvenom kalendaru 25. ožujka, svetac zaštitnik je osuđenih na smrtnu kaznu. Nebeski raj Isus je otvorio 40 dana nakon uskrsnuća, kada je uzašao na nebo. Prije pravog raja, dobri razbojnik nakon smrti, bio je s Isusom na mjestu gdje su duše pravednika čekale dan spasenja, a tek 40 dana kasnije bili su u pravom raju. Ponašanjem prema dobrom razbojniku, Isus je pokazao da oprašta kada se netko kaje makar to bilo u posljednjim trenutcima prije smrti i ne odbija nikoga tko se želi popraviti kada god to bilo. Dobri razbojnik primjer je pouzdanja u Božje milosrđe, a propali razbojnik Božje pravde.

## Pobožne žene i apostol Ivan pod križem
Nebo se zamračilo. Većina do tada prisutnih oko križa povukli su se, a pristupile su tri Marije: Isusova majka, Marija Magdalena i Marija Kleofina te apostol Ivan. Djevica Marija trpjela je duševne boli kao majka. Kada je Isus pod križem vidio Djevicu Mariju i apostola Ivana progovorio im je. Mariji je rekao: "Ženo! Evo ti sina!", a Ivanu "Evo ti majke! (Iv 19, 26)." Isus je Mariju nazvao "ženo", umjesto "majko", jer su bili prisutni i neprijatelji pa nije želio da trpi neugodnosti. Tim riječima, Isus je poručio apostolu Ivanu, da se brine za njegovu majku Mariju i da je dohrani, kada bude stara. Te riječi bile su Isusova oporuka.

## Isus umire na križu
Isus je šutke trpio boli na križu oko tri sata. Kosti su mu bile razmaknute, krvne žile prerezane, tetive razmaknute. Pomicanjem tijela, zadavao si je dodatne bolove. Rane su ga bolno pekle. Krv se cijedila s križa i padala na zemlju. Krv nije mogla slobodno kružiti pa je trpio i glavobolje i otežano je disao. Isus je trpio i duševnu muku, zbog nepravedne osude, vrijeđanja naroda i ostavljenosti. Oko tri sata Isus je povikao iza glasa: "Eli, Eli, lama sabaktani? To će reći: Bože moj, Bože moj, zašto si me ostavio? (Mt 27, 46)". To je bila molitva pravednika, koji mnogo trpi, ali je siguran da ga Bog Otac voli. Patnja je dosegla vrhunac, tijelo je bilo jako onemoćalo, zato je Isus ponizno rekao svom Ocu zašto je dopustio da toliko trpi, jer pati kao onaj koga je Bog ostavio. Isus nije očajavao, imao je puno pouzdanje u Boga Oca. "Nakon toga, kako je Isus znao da je sve dovršeno, da bi se ispunilo Pismo reče: "Žedan sam (Iv 19, 28)."  U šezdeset i osmom psalmu pisalo je: "I u žeđi mojoj napojiše Me octom." Isus se jedino tužio na žeđ, da bi se ispunilo sv. Pismo, pa da Židovi znaju da je obećani Mesija. Ispod križa bila posuda puna octa. Služila je za oživljavanje raspetih, kada su padali u nesvijest i da si vojnici očiste mrlje od krvi. Vojnik je natakao na izopovu trsku spužvu natopljenu octom i primakao je Isusovim ustima. Kad je Isus uzeo ocat rekao je: "Dovršeno je!" i prignuvši glavu, preda duh i umre (Iv 19, 30)." Evanđelist Luka zapisao je, da je Isus prije smrti povikao i "Oče u ruke tvoje predajem duh svoj (Lk 23, 46)." Te riječi govorili su prilikom svoje smrti i mnogi kršćani, naslijedujući Isusa.

## Sašao nad pakao
Kod običnih smrtnika, prvo duša napusti tijelo pa beživotna glava pada na prsa, a Isus je prvo naklonio glavu u znak da dobrovoljno popušta smrti. Isus je umro nasilnom smrti od posljedica muke, javno pred neprijateljima, kako se ne bi govorilo da se pritajio ili sakrio. Svi su bili svjesni da je Isus umro, nitko to nije mogao zanijekati, jer je bilo mnogo svjedoka. Kada se Isusova duša rastala od tijela otišla je s križa u pretpakao. Tamo je našao pravedne duše, navijestio im je, da je đavao skršen i spasenje dovršeno. Obavijestio ih je, da će za 40 dana nakon uzašašća na nebo skupa s Njim biti u raju. O Isusovom pohodu u pretpakao, apostoli su saznali od samoga Isusa, a u Vjerovanju jedan dio glasi: "sašao nad pakao". 

## Čudesni događaji nakon smrti
Malo nakon Isusove smrti, dogodili su se čudesni događaji: "I gle, zavjesa se hramska razdije odozgor nadolje; zemlja se potrese, pećina se raspukoše, grobovi otvoriše i tjelesa mnogih svetih preminulih uskrsnuše te iziđoše iz grobova nakon njegovoga uskrsnuća, uđoše u sveti grad i pokazaše s mnogima. (Mt 27, 51-53)". Hramska zavjesa je tepih dug 21 m i širok 10,5 m. U času Isusove smrti razderala se. Židovi su u znak žalosti svoju odjeću razderali na dijelove. To je bio simbol žalosti. Hramska zavjesa bila je na ulazu u najveće židovsko svetište. Time što se razderala, simbolički je ulaz u svetište otvoren svim narodima. Stari zavjet je prestao, a novi vječni se otvorio. Bio je i potres. Židovi su ga doživjeli kao znak Božje ljutnje. Potres je napravio pukotinu između Isusova križa i križa lijevog razbojnika. Pukotina postoji i danas. Pri potresu otvorili su se grobovi pravednika. Nakon što je Isus uskrsnuo oživjeli su i pokazali su se u gradu. 
Rimski satnik zbog potresa rekao je: "Uistinu Sin Božji, bijaše ovaj (Mt 27,54)". Kako je bila Priprava za Pashu, Židovi su zamolili Poncija Pilata da se raspeti skinu i pokopaju. Jedan od vojnika probio je Isusov bok iz kojeg je potekla krv i voda. Nisu mu prebili golijeni kako je bio običaj, da se ispuni proročanstvo: "Nijedna mu se kost neće slomiti (Iv 19, 36)". Drugo proročanstvo bilo je: "Gledat će onoga koga su proboli. (Iv 19, 37)".

## Ukop Isusa
Pilat je dopustio Josipu iz Arimateje, da skine Isusovo tijelo s križa. Pokapao ga je u svoju grobnicu u kojoj još nitko nije bio ukopan. Prije polaganja u grob, Isusovo tijelo bilo je povijeno u povoje s miomirisima, koje je donio Nikodem.
Isusovo tijelo bilo je neko vrijeme u grobu, a zatim je uskrsnuo.